# Feels Like Today
Feels Like Today è il terzo album in studio del gruppo country statunitense Rascal Flatts, pubblicato nel 2004.

## Tracce
1. Where You Are – 3:53
2. Bless the Broken Road – 3:46
3. Then I Did – 3:12
4. Feels Like Today – 3:26
5. Fast Cars and Freedom – 4:24
6. When the Sand Runs Out – 3:46
7. Here's to You – 3:33
8. The Day Before You (Matthew West cover) – 4:06
9. Break Away – 3:12
10. Holes – 4:18
11. Oklahoma-Texas Line – 2:56
12. Skin (hidden track) – 4:18

## Formazione
- Gary LeVox - voce
- Jay DeMarcus - basso, cori
- Joe Don Rooney - chitarra, cori